# Maximiliaan de Vriendt
Maximiliaan de Vriendt (kasteel ter Veere, 31 januari 1559 – Gent, 27 december 1614) was een Vlaams humanist, filoloog, dichter en staatsman.

## Familiale achtergrond
Jonkheer Maximiliaan de Vriendt werd geboren in het kasteel van Ter Veere, genaamd Zandenburg, waar zijn ouders verbleven. Als peter had hij graaf Maximiliaan van Hénin-Liétard (1542-1578), markies van Veere en Vlissingen, die hem ook zijn nam gaf. De Vriendt was gesproten uit een oud edel Vlaams geslacht die lange tijd een voorname rol gespeeld heeft in Gent en Brugge. Zijn vader Jean de Vriendt was advocaat van de Raad van Vlaanderen en had als echtgenote de dochter van François van Havre, heer van Walle en raad van Filips II van Spanje.

## Studies
Op jeugdige leeftijd kwam hij met zijn ouders terug naar Gent, waar hij zijn eerste onderricht kreeg en als meester der poëzie Josse van den Kerchove had. Aan de universiteit van Leuven heeft hij zich verdiept in de filosofie en vervolgens is hij rechten gaan studeren in Parijs. Maximiliaan is verder gereisd naar Italië, waar hij een tijdje in Rome, Napels en Venetië verbleef. Het overlijden van zijn vader verplichtte hem echter om terug te keren naar Gent aangezien hij de vaderlijke ambten op zich moest nemen.

## Carrière
In 1581, slechts een tijdje na zijn terugkeer uit Italië, huwde hij met Josyne de Harduwyn, dochter van Thomas de Harduwyn en Anna van Laeken. Thomas de Harduwyn was de beheerder der goederen van Lodewijk van Vlaanderen, voornaamste raadsman van keizer Karel V. Maximiliaan zou later de nonkel en toevertrouw worden van Justus de Harduwijn (1582-1636), "de laatste grote dichter van de Zuidelijke Nederlanden in de zeventiende eeuw".
Door toedoen van de Tachtigjarige Oorlog (1568-1648), kwamen Maximiliaan en zijn vrouw omwille van hun gehechtheid aan het katholieke geloof en de koning in een helse draaimolen terecht. Door de protestanten verbannen, belegerd en gevangengezet zal hij een ondraaglijk verlies lijden: totaal verzwakt door de beproevingen komt zijn vrouw Josyne te overlijden (1585) bij de geboorte van hun eerste kind, Robert de Vriendt. Het liefdevol bewenen en bezingen van zijn dierbare afgestorvene kan hem niet uit zijn verdriet en eenzaamheid halen. Hij wankelt echter nooit uit zijn geloof.
Maximiliaan werd pas uit zijn verdriet gehaald door zijn huwelijk (1586) met jonkvrouw Josyne Vyts, weduwe van Jean van Zeveren. Zij was de moeder van Anne van Zeveren, echtgenote van Don Francisco de Aranda die de Spaanse consul was in Brugge. Josyne zou hem een dochter schenken, eveneens Josyne genaamd, die later zou huwen met ridder Jean de Fourneau, heer van Cruyckenburg en burgemeester van Brussel.
Nadat Gent in 1584 heroverd werd door Alexander Farnese, landvoogd der Nederlanden, werd hij aangesteld als Eerste Secretaris en Pensionaris van Gent. Hierdoor kon hij een grote invloed uitoefenen op de politiek van de stad. Het was echter niet de eerste maal dat iemand van zijn geslacht zo’n invloedrijke positie wist te bemachtigen.

## Vrientius, de humanist
De Vriendt behoorde tot wat sommige auteurs de 'vroeg verlichte aristocratie' noemen. Hij was in zijn tijd een heel bekende Latijnse dichter met een uitstekende reputatie. Zo kreeg hij de eer om de blijde intrede van de landvoogden Albrecht en Isabella vast te leggen in zijn Descriptio Pompae & gratulationis publicae Alberti & Isabellae Belgii Principum ad Inaugurationem à S. P. Q. Gandavensi decretam (Jan Moretus, 1602).
Maximilianus Vrientius, zoals zijn gelatiniseerde naam luidde, was gekend als "un homme d'honneur & de probité, d'un caractère plaisant, & un peu railleur : in satiras mursusque pronior", zoals Antonius Sanderus zegt. Gelukkig was Vrientius voorzichtig genoeg om de namen van personen die voorkomen in zijn epigrammen te "verkleden". Hij blonk uit in zijn elegieën. Zoals vele dichters van zijn tijd was de stijl van Martialis, met onder andere woordspelingen, van invloed bij De Vriendt.
In 1600 schonk de stad Gent hem een gouden beker met laurier, wapenschild en inscriptie van het Magistraat voor gratuiteyt ende memorie ter Eere van de poesie daer inne by hem dagelyks is occuperende tot vermeerderinge van de reputatie van deze republique.
Zijn humanisme ging echter veel verder dan poëzie. Zo schreef hij met zijn vriend Justus Lipsius een wetenschappelijk werk genaamd Etymologicum Teutonicae Linguae (1599), die een etymologie weergeeft der Dietse en Vlaamse talen.
Maximiliaan was zeer goed bevriend met jonkheer Jan van der Noot (1539-1595), Daniël Heinsius (1580-1655), Justus de Harduwijn en Justus Ryckius (1587-1627). En telde onder zijn bevriende kenissen met wie hij regelmatig correspondeerde o.a. Jan Moretus, Franciscus Sweertius (1567-1629), Janus Lernutius (1545-1619), Johannes Bochius (1555-1609), Michiel van der Haeghen, Jacob van Zevecote en nog vele anderen.
De Vriendt ligt begraven in de kerk der Dominicanen te Gent.
Nicolas de Bourgogne (1586-1649) heeft hem geëerd met een postuum lofdicht.
Buiten de hieronder genoemde werken heeft Vrientius verschillende elegieën en epitafen in verzen geschreven die nooit het daglicht hebben gezien, wat Jacob van Zevecote (1596-1642) gebracht heeft om te zeggen:
Plurima quae quondam scripsisti Funera, Vrienti,
Mandasti frustra post tua fata legi.
Nescio cujusnam fraus sit culpanda: sed opto
Vestiat alterius nè tua pluma caput.

## Werken
- Etymologicum Teutonicae Linguae (1599)
- Descriptio Pompae & gratulationis publicae Alberti & Isabellae Belgii Principum ad Inaugurationem à S. P. Q. Gandavensi decretam (Antwerpen: Jan Moretus, 1602).
- Epigrammatum libri novem (Antwerpen: Joachim Trognasius, 1603)
- Panegyricus in adventum Rmi D. Caroli Masii, quarti Gandensium Episcopi (Gent: Cornel. Marius, 1610)
- Elegia in obitum sanctissimi Praesulis, R. Jacobi Delrio, Abbatis Bodelonensis. Ad R. atque Ampim D. Guillielmum Del-Castillo, successorum & consobrinum. (Gent: Gualt. Manilius, 1610)
- Flandria Comitatûs, & Brabantiae Ducatûs Urbes (Leuven: Gerard. Rivius, 1614)
- Carminum sacrorum libri duo, & Elegiarum liber singularis (Leuven: Christophe Flavius, 1614)